# Eduard Müller (político suizo)
Eduard Müller (Dresde, 12 de noviembre de 1848 – Berna, 9 de noviembre de 1919) fue un abogado, juez, editor y político suizo, miembro del Partido Radical Democrático (PRD).
Trabajó como presidente de tribunal, periodista y fiscal federal extraordinario, y alcanzó el grado de coronel en el ejército. Su carrera política comenzó en 1882, cuando fue elegido miembro del Gran Consejo del Cantón de Berna. En 1884 fue elegido diputado del Consejo Nacional, en 1888 alcalde de Berna, y en 1895 Consejero Federal, cargo que ostentó hasta su muerte. Algunos de sus principales logros fueron la promulgación del Código Civil y la revisión de los artículos militares de la Constitución Federal.
Fue Presidente de la Confederación en 1899, 1907 y 1913.

## Biografía

### Familia, estudios y carrera
Müller nació en  Dresde, en el Reino de Sajonia, donde su padre, Eduard Müller, que posteriormente sería profesor de Teología en la Universidad de Berna, desempeñaba su labor pastoral. Su madre, Eleonore Auguste Berthelen, era natural de Dresde. La familia regresó a Suiza en 1849 y se instaló en Berna, donde el padre se hizo cargo de la parroquia de la Iglesia del Espíritu Santo. Eduard Müller hijo se escolarizó en dicha ciudad y en 1864 comenzó los estudios de Teología en Ginebra. No obstante, al cabo de tres años abandonó la carrera y se matriculó en Derecho en la Universidad de Berna, donde ingresó en la fraternidad estudiantil Helvetia. Tras pasar varios semestres en las universidades de Leipzig, Heidelberg y París, se colegió como abogado en 1872 y se incorporó como pasante al despacho del Consejero de los Estados Christian Sahli.
En 1874, el Gran Consejo le eligió Presidente del Tribunal del Distrito de Berna, y también aquel año contrajo matrimonio con Emma Vogt. En 1877, una sentencia que dictó a favor de una organización obrera anarquista le valió el apodo de «Müller el rojo»: los miembros de dicha organización habían marchado por Berna portando una bandera roja y habían sido atacados por ciudadanos enfurecidos. En lugar de enjuiciar a los anarquistas, como se esperaba, Müller castigó severamente a los atacantes. En 1880 dimitió como juez de distrito y abrió su propio bufete de abogados. También trabajó como editor del periódico liberal Berner Nachrichten (predecesor del Berner Zeitung). En 1885 ejerció como fiscal federal extraordinario y dirigió una investigación a escala nacional contra los anarquistas. El informe de su investigación sirvió de base para la adopción de diversas reformas legales, entre ellas la reinstauración de una Fiscalía Federal permanente. En él también afirmaba que el anarquismo únicamente se podría combatir atendiendo a las demandas legítimas de la clase trabajadora.
Además de su carrera profesional, Müller también hizo carrera militar. En 1872 fue ascendido a capitán y, dos años más tarde, a mayor. Como teniente coronel, en 1879 pasó a dirigir el 9.º Regimiento de Infantería. En 1885 fue ascendido a coronel y a coronel de brigada. En 1888 asumió el mando de la 5.ª División como coronel de división y, en 1892, el de la 3.ª División.

### Política local y nacional
En 1882 fue elegido Presidente del Partido Liberal de la ciudad de Berna. Aquel mismo año entró en el Gran Consejo, institución que presidió entre 1885 y 1886. Allí centró su labor en la reorganización del sistema judicial y en la redacción de una nueva constitución cantonal, que finalmente fue rechazada. En 1888 fue nombrado alcalde de Berna, después de que los liberales destituyeran al gobierno conservador de la ciudad. Bajo su mandato se implantó un plan de asistencia social para desempleados y se pusieron en marcha talleres de formación, viviendas municipales y un hospicio para pobres.

Müller se presentó como candidato al Consejo Nacional en las elecciones federales de 1884 y resultó elegido en la circunscripción de Berna-Mittelland, aunque por un estrecho margen. No tardó en convertirse en una figura prominente dentro el Consejo Nacional, y destacó particularmente por su contribución a la redacción del Código de Justicia Militar. En 1890 fue elegido Presidente del Consejo Nacional. Asimismo, formó parte de la comisión encargada de estudiar la reforma de los artículos militares de la Constitución federal. A pesar de que consiguió convencer al Parlamento para que aprobara los artículos, el pueblo los rechazó en referéndum en noviembre de 1895.
Tras la muerte accidental de Karl Schenk, la candidatura de Müller para sucederle en el Consejo Federal era prácticamente un hecho y no surgieron rivales de peso. El 16 de agosto de 1895, la Asamblea Federal le eligió en la primera votación con 136 de los 164 votos válidos, en tanto que los demás candidatos obtuvieron 28 votos. A pesar de que los conservadores se sintieron molestos por el hecho de que hubiera abandonado la Iglesia Protestante Reformada, tras su elección predominaron los comentarios favorables, pues le consideraban el mal menor en comparación con otros liberales radicales.

### Consejero Federal

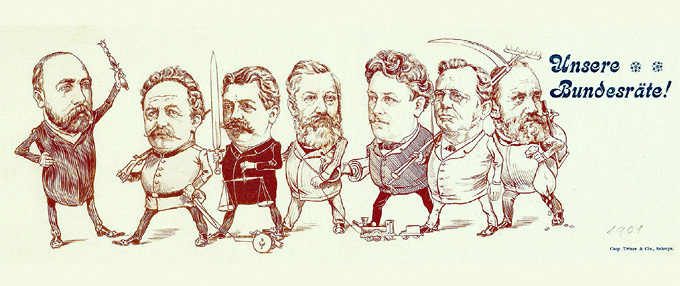
El Consejero Federal Müller (segundo por la izquierda) en una caricatura de 1901.

A lo largo de sus 24 años de mandato, Müller estuvo al frente de tres departamentos: el de Justicia y Policía (1895-1897), el Militar (1897-1911), y posteriormente, el de Justicia y Policía de nuevo (1912-1919). Además, en los años 1899, 1907 y 1913, en los que fue Presidente de la Confederación, asumió por rotación la dirección del Departamento Político, por lo que fue temporalmente Ministro de Asuntos Exteriores.
Durante su etapa como Ministro de Justicia centró sus esfuerzos en la unificación del derecho civil y penal. En 1892, el Consejo Federal encargó a Eugen Huber la redacción de un anteproyecto, y en 1898 el pueblo aprobó en referéndum una enmienda constitucional que establecía el principio de armonización jurídica.
 Huber concluyó sus trabajos en 1904 con el proyecto definitivo del Código Civil. Las deliberaciones parlamentarias se prolongaron hasta 1907 y, tras un periodo transitorio de cuatro años, el Código Civil entró finalmente en vigor en 1912. La Universidad de Zúrich concedió a Müller un doctorado honoris causa en reconocimiento a su labor en pro de la unificación del Código Penal, un proceso que no culminaría hasta 1942.
Müller también se valió de sus conocimientos jurídicos durante su etapa al frente del Departamento Militar. Una vez fracasado el intento de revisión de los artículos militares de la Constitución, procedió a redactar un nuevo texto, de carácter menos centralizador, tras invitar a los jefes de armas y departamentos a que formularan por escrito sus deseos y sugerencias. Finalmente, y tras arduas negociaciones con la cúpula del ejército, se llegó a una solución de compromiso. Así, aunque la gestión del aparato militar quedaba atribuida a la Confederación, los cantones seguían siendo los responsables de aportar y armar los batallones de infantería, las Landsturm (milicias territoriales) y los servicios auxiliares, así como los escuadrones de dragones. El pueblo aprobó el proyecto de la Ley de Organización Militar el 3 de noviembre de 1907. En 1906, Müller se vio envuelto en un fuego cruzado de críticas después de que la Conferencia de Algeciras encomendara a Suiza, país neutral, la tarea de colaborar en la resolución de la Primera Crisis Marroquí. Müller encargó a su primo, el coronel de artillería Armin Müller, la misión de supervisar la formación e instrucción de la policía marroquí como inspector general. Esta misión, que se prolongó hasta 1911, suscitó una considerable reacción en Suiza y no estuvo exenta de polémica. En 1911 se aprobó la Ley de Organización de Tropas, que dotó al ejército del marco necesario para desempeñar su función defensiva durante la Primera Guerra Mundial.

### Polémicas y muerte
La dimisión de Ludwig Forrer en diciembre de 1917 obligó a elegir un nuevo Vicepresidente de la Confederación. La candidatura de Müller despertó ciertas reticencias, particularmente en la Suiza francófona, ya que al comienzo de la Primera Guerra Mundial había mostrado una postura marcadamente proalemana. Pese a ello, su candidatura acabó imponiéndose a la de Gustave Ador. En agosto de 1918, Felix Calonder propuso volver a desvincular el cargo de Ministro de Asuntos Exteriores del de Presidente de la Confederación. Sin embargo, Müller únicamente estaba dispuesto a asumir la Presidencia durante el año 1919 conjuntamente con la jefatura del Departamento Político y se negó categóricamente a aceptar cualquier propuesta de compromiso. Esta circunstancia dio pie a que la prensa francófona emprendiera una campaña difamatoria contra él, en la que se hacía especial hincapié en el hecho de que su madre era alemana, y que terminó empujándole a renunciar a la Presidencia, que cedió a Ador. Había decidido dimitir del Consejo Federal a finales de 1919, pero murió poco menos de dos meses antes, cuando estaba a punto de cumplir 71 años.